# Walter Kohut
Walter Kohut (né le 20 novembre 1927 à Vienne, mort le 18 mai 1980 à Innsbruck) est un acteur autrichien.

## Biographie
Kohut fait un premier mariage avec l'actrice Elfriede Irrall puis avec l'actrice Immy Schell, la sœur de Maria Schell.
L'acteur souffre d'un effondrement circulatoire lors du tournage du film Panische Zeiten le 14 janvier 1980, puis tombe dans le coma et meurt quelques mois plus tard sans avoir repris conscience.

## Carrière
Le talent de Kohut est d'interpréter des personnages douteux ou minables d'une manière à multiples facettes et expressive. Il incarne ainsi des petits criminels machos, des mauvais maris ou des extrémistes de droite. Derrière cette façade, il fait souvent allusion à une violence opprimée ou latente qui donne une profondeur aux personnages qu'il représente.

### Théâtre
Avec Helmut Qualtinger, qu'il rencontre pendant la Seconde Guerre mondiale alors qu'ils sont Luftwaffenhelfer, Kohut fondé la Mozart-Bühne à Vienne en 1944. La première est „Nur keck!“ de Johann Nestroy.
Kohut est engagé après la Seconde Guerre mondiale au Volkstheater de Vienne et y joue en 1947 à l'âge de 20 ans.
En 1959, Walter Kohut connaît son plus grand succès dans le rôle de Franz Moor dans Les Brigands de Friedrich Schiller sous la direction de Gustav Manker. Après des disputes sur un rôle qu'il refuse, Kohut vient en 1960 au Theater in der Josefstadt, où il est un membre de l'ensemble jusqu'en 1963. En 1962, il joue cependant au Raimundtheater et met en scène au Theater an der Wien Der böse Geist Lumpacivagabundus de Nestroy avec Fritz Holzer puis arrête le théâtre.

### Cinéma et télévision
Kohut fait ses débuts à l'écran en 1949. Il multiplie les tournages à partir de 1961.
Il devient particulièrement connu pour son rôle dans le film Supermarkt en 1973, pour lequel il reçoit le Deutscher Filmpreis du meilleur acteur.
Dans le film de guerre de production internationale Un pont trop loin de Richard Attenborough, il incarne le maréchal Walter Model.
En 1978, sous la direction de Peter Patzak, il joue Kassbach dans Kassbach - Ein Portrait, membre de l'organisation d'extrême droite Initiative, qui planifie et accomplit de nombreux attentats modestes dans la région de Vienne.
À la télévision, il est présent dans des séries télévisées populaires comme Der Kommissar, Tatort: Der Feinkosthändler ou un épisode de Kottan ermittelt réalisé par Peter Patzak.
Son rôle le plus notable à la télévision est le rôle d'Alfred dans l'adaptation en 1961 par Erich Neuberg de Geschichten aus dem Wiener Wald d'Ödön von Horváth.

## Filmographie partielle

### Cinéma
- 1965 : 3. November 1918
- 1966 : In Frankfurt sind die Nächte heiß
- 1967 : Kurzer Prozess (de)
- 1967 : Mittsommernacht (de)
- 1967 : Les Salauds se portent bien (de)
- 1973 : Supermarkt (de)
- 1973 : Der Fußgänger
- 1973 : Gott schützt die Liebenden
- 1974 : Seul le vent connaît la réponse
- 1977 : Un pont trop loin
- 1978 : La Cellule en verre
- 1979 : Kassbach - Ein Portrait
- 1979 : Liés par le sang
- 1980 : Panische Zeiten (de)

### Télévision
- 1961 : Geschichten aus dem Wiener Wald
- 1962 : Frühere Verhältnisse
- 1964 : Das vierte Gebot
- 1965 : Italienische Nacht
- 1967 : Verräter (série)
- 1967 : Der Renegat
- 1968 : Das Kriminalmuseum: Das Goldstück
- 1968 : Tragödie auf der Jagd
- 1969 : Der Talisman
- 1970 : Die Delegation (de)
- 1970 : Der Fall Regine Krause
- 1972 : Tatort: Münchner Kindl (de)
- 1972 : Dem Täter auf der Spur: Ohne Kranz und Blumen
- 1973 : Les Nouvelles Aventures de Vidocq, épisode "Les Bijoux du roi" de Marcel Bluwal
- 1974 : Der Scheingemahl
- 1975 : Eurogang: Die letzte Lieferung
- 1976 : Lobster (épisode 4 : Handschellen)
- 1976 : Les 21 heures de Munich
- 1976 : Vier gegen die Bank (de)
- 1977 : Unendlich tief unten (de)
- 1977 : Die Kette
- 1978 : Tatort: Der Feinkosthändler (de)
- 1979 : Kottan ermittelt: Drohbriefe
- 1980 : Die Undankbare (de)

## Source de la traduction
- (de) Cet article est partiellement ou en totalité issu de l’article de Wikipédia en allemand intitulé « Walter Kohut » (voir la liste des auteurs).